# Лютви Ахмедов
Лютви Ахмедов Джибер е български състезател по борба в свободен стил. Първият спортист - герой на социалистическия труд. Почетен гражданин на Разград.

## Биография
Роден е на 10 април 1930 година в село Подайва, Разградски окръг. По произход е турчин.
В борбата го привлича младия треньор Райко Петров през 1956 година. Класира се на първо място през 1958 година в шампионата за Световната купа в София, където заменя Хюсеин Мехмедов в категория над 97 кг срещу тогавашният шампион от Турция Хамид Каплан. През 1959 година на световното първенство в Техеран отново детронира Хамид Каплан и взима златен медал. 
Балкански шампион е в Бургас (1960), в Скопие (1961) и Атина (1963). Взима сребро на световните първенства в Толидо (1962), София (1963), Манчестър (1965) и Будапеща (1968). Европейски първенец е от 1965 година и сребърен медалист от 1966 година.
Състезава се в категория над 90 кг. на летните олимпийски игри в Токио през 1964 година, където печели сребърен медал. Умира през 1997 година.
Автор на крилатата фраза „Рънътъ праи бурбътъ“. Думите са изречени по повод храната в стола на един лагер, тогава на масата са борец от лека категория и Ахмедов. И на двамата сервират по тройка кюфтета и той възмутено възкликва, че не може така и на двамата по 3 кюфтета като „рънътъ праи бурбътъ“.

## Награди
- Спортист на годината на България (1959)
- „Заслужил майстор на спорта“ (1960)
- Орден „Георги Димитров“ (1968)
- „Герой на социалистическия труд“ (1968)